# Antropomorfismo

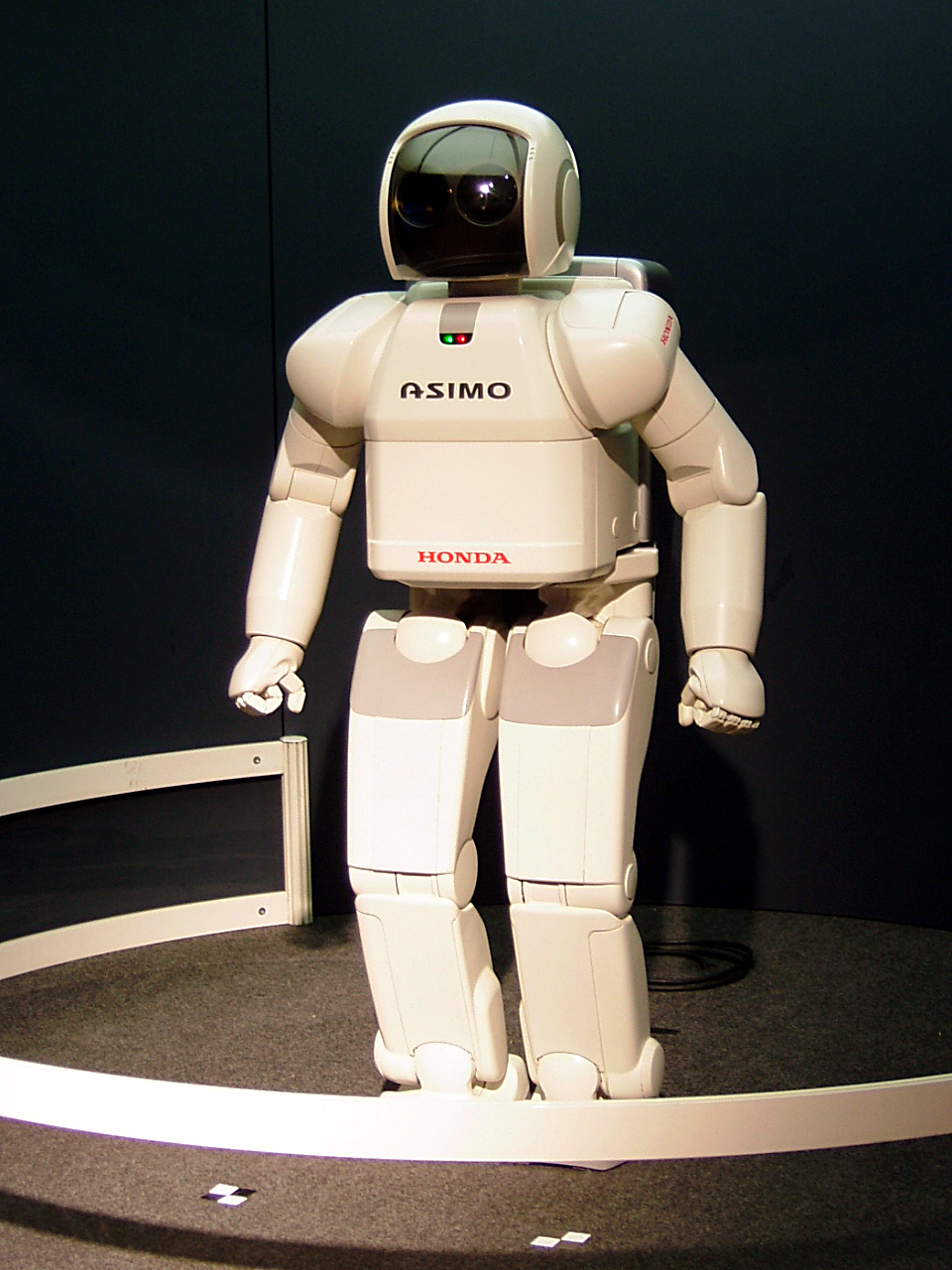
ASIMO, robot antropomórfico.

El antropomorfismo (del griego ἄνθρωπος anthrōpos, «hombre», y μορφή morfē, «forma») es la atribución de características y cualidades humanas a animales de otras especies, objetos, ideas o fenómenos naturales. Es considerada una tendencia innata de la psicología humana. Se trata de una forma de personificación parecida a la prosopopeya. En el siglo XX el término llegó a describir fósiles que eran morfológicamente similares, pero no idénticos, a los del esqueleto  humano. A pesar de que este uso era común en la ciencia durante gran parte del siglo XX, ahora es considerado raro. De manera más general, el término puede referirse a cualquier cosa con características exclusivamente humanas y/o adaptaciones, así como poseedores de pulgares oponibles, visión binocular (teniendo dos ojos), o bipedismo biomecánico

## Prehistoria
Desde los inicios de la modernidad conductual en el Paleolítico superior, hace unos 40.000 años, hay ejemplos de figuras zoomorfas (objetos con forma de animal) que pueden representar la primera evidencia que tenemos de antropomorfismo. Una de las figuras más antiguas conocidas es una escultura de marfil, el Hombre león, de Alemania, una figurilla de un ser humano con cabeza de león con cerca de 32.000 años de edad.

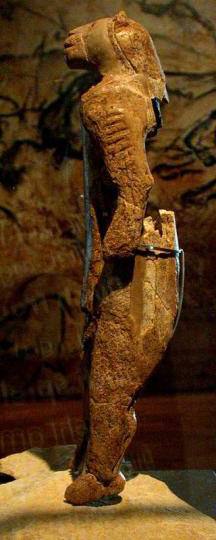
Hombre león.

No es posible decir exactamente lo que estas obras prehistóricas de arte representaban. Un ejemplo más reciente es el Hechicero, una enigmática pintura rupestre de la Cueva Trois-Frères, en Ariège, Francia; la importancia de la figura es desconocida, pero se suele interpretar como una especie de gran espíritu o el rey de los animales. En ambos casos hay un elemento de antropomorfismo.
Este arte antropomórfico ha sido vinculado por el arqueólogo Steven Mithen con la aparición de prácticas más sistemáticas de caza en el Paleolítico Superior (Mithen 1998). Se propone que estos son el producto de un cambio en la arquitectura de la mente humana, una creciente fluidez entre la historia natural y social de la inteligencia humana, donde el antropomorfismo permite a los cazadores identificarse empáticamente con los animales cazados y predecir mejor sus movimientos.

## En la religión y la mitología
En la religión y la mitología, se llama antropomorfismo a la consideración de los seres divinos como de forma humana, o el reconocimiento de las cualidades humanas de estos seres.
En las mitologías antiguas, frecuentemente se representaba lo divino como un dios o como dioses con formas y cualidades humanas. Estos dioses se parecen a los seres humanos, no solo en la apariencia y en la personalidad, sino que exhiben muchos comportamientos humanos que se utilizaban para explicar los fenómenos naturales, la creación y los acontecimientos históricos. Los dioses se enamoraban, casaban, tenían hijos, liberaban batallas, empuñaban armas y montaban caballos y carros. Algunos dioses antropomórficos representaron determinados conceptos humanos, como el amor, la guerra, la fertilidad, la belleza o las estaciones. Exhibieron cualidades humanas como la belleza, la sabiduría y el poder, así como las debilidades humanas como la codicia, el odio, los celos y la ira incontrolable. Dioses griegos como Zeus y Apolo fueron representados a menudo en forma humana exhibiendo los rasgos humanos encomiables y despreciables. El antropomorfismo en este caso se denomina antropoteísmo.
Desde la perspectiva de los adeptos de las religiones en las que los seres humanos fueron creados con forma de lo divino, el fenómeno se puede considerar teomorfismo, o la entrega de las cualidades divinas a los seres humanos.
El antropomorfismo surgió como una herejía cristiana, particularmente prominente con los audianos en el siglo III en Siria, pero también en el Egipto del siglo IV y el siglo X en Italia. A menudo, esto se basó en una interpretación literal del Génesis 1,27: «Y Dios creó al hombre a su imagen, a imagen de Dios lo creó; varón y hembra los creó».